# Пирмане
Пирмане (словен. Pirmane) — поселення в общині Церкниця, Регіон Нотрансько-крашка, Словенія. Висота над рівнем моря: 680,4 м.